# Лоренцо Чеза
Лоренцо Чеза (італ. Lorenzo Cesa; нар. 16 серпня 1951, Арчинаццо-Романо) — італійський політик, депутат Європейського парламенту з 2004.

## Життєпис
Вивчав політологію в Вільного міжнародного університету соціальних студій у Римі.
Протягом багатьох років він професійно працював у бізнесі (директор із зовнішніх зв'язків компанії Efimpianti Spa), у тому числі був радником різних банків, а також комерційним директор у компанії зв'язку.
Належав до Християнсько-демократичної партії, після її розпаду в першій половині 90-х років, став одним із засновників Християнсько-демократичного центру. У 2002 році він був одним з керівників Союзу християнських демократів і центру.